# Galba (keizer)
Servius Sulpicius Galba (24 december 3 v.Chr., Terracina - 15 januari 69, Rome) was een Romeinse senator en generaal, de eerste princeps (cf. keizer) in het vierkeizerjaar 69 n.Chr. Hij was de eerste princeps die niet tot de Julisch-Claudische dynastie behoorde en hield de teugels van het rijk slechts zeven maanden in handen.

## Biografie

### Geboorte en vroege carrière
Galba werd op 24 december 3 v.Chr. geboren in een villa nabij Terracina in Campania als zoon van Gaius Sulpicius Galba, consul in 22 n.Chr., en Mummia Achaica. Langs vaderszijde behoorde hij tot de patricische gens Sulpicia en zijn moeder was een kleindochter van Quintus Lutatius Catulus en achterkleindochter van Lucius Mummius Achaicus, twee prominente Romeinen. Zijn vader hertrouwde met de rijke en knappe Livia Ocellina (een verwante van Livia Drusilla)) die Galba adopteerde, waarna deze zijn naam veranderde in Lucius Livius Ocella. Zijn stiefmoeder bezat ook eigendommen nabij Tarracina en als haar enige erfgenaam erfde Galba deze bij haar dood. Niet enkel zijn grootvader, maar ook voorgangers Augustus en Tiberius voorzagen Galba's principaat.
Nadat hij de toga virilis had aangenomen, droomde hij dat Fortuna tot hem kwam en ze tot hem zei dat ze al lang voor zijn deur stond te wachten. Toen hij opstond, vond hij de deur van het atrium geopend met een bronzen beeld van Fortuna ernaast. Dit beeld zou hij naar zijn buitenverblijf in Tusculum hebben overgebracht, waar hij het voortaan vereerde. Hij schijnt ook al zeer vroeg conservatieve trekken te hebben vertoond door vast te houden aan een oud en in verval geraakt gebruik zich 's morgens en 's avonds te laten begroeten door zijn vrijgelatenen en slaven. Hij zou zich zowel op de vrije kunsten als op het recht hebben toegelegd.
Zijn verwantschap met Livia Drusilla zou zijn carrière hebben bevorderd en hij hield haar dan ook in de hoogste achting. Zij liet hem zelfs vijftig miljoen sestertiën na, hoewel dit door Tiberius werd afgezwakt tot slechts een half miljoen en feitelijk nooit werd uitbetaald. Toch lijkt hij vroeger dan gebruikelijk het ambt van praetor te hebben opgenomen, in 20 n.Chr. Hij zou in die hoedanigheid een schouwspel hebben gehouden met koorddansende olifanten. Daarop werd hij als propraetor naar de provincia Gallia Aquitania uitgestuurd.
Hij was intussen getrouwd met Aemilia Lepida, bij wie hij twee zoons had. Na haar dood en die van zijn zoons bleef hij weduwnaar, ondanks de avances van Agrippina maior, zelfs toen hij nog getrouwd was.
In 33 werd Galba samen met Lucius Cornelius Sulla Felix - een kleinzoon van de beroemde dictator - consul ordinarius. In 39 n.Chr. verving hij Gnaius Cornelius Lentulus Gaetulicus, die in opstand was gekomen tegen Gaius Caesar (Caligula), als legatus Augustus pro praetore (cf. aanvoerder) van de legioenen in Germania Superior. Toen in 41 n.Chr. Caligula werd vermoord, deed Galba geen gooi naar de macht ondanks het aandringen van zijn vrienden. Claudius was hem daarvoor erkentelijk, want toen hij op expeditie naar Britannia wenste te vertrekken in 43 wachtte hij tot Galba van een ziekte was hersteld, opdat deze als comes (metgezel) kon meegaan. Waarschijnlijk van 44 tot 46 was hij proconsul (cf. gouverneur) van Africa, zonder hiervoor door loting te zijn aangeduid, maar met de opdracht deze provincia tot rust te brengen. Omwille van zijn strikte optreden in Germania Superior en Africa, werden hem de ornamenta triumphalia toegekend en werd hij lid gemaakt van de priestercolleges van de quindecemviri, Titii en Augustales. In 60 werd Galba, die toen al in de zestig was, door Nero aangesteld als legatus Augustus pro praetore (cf. gouverneur) over Hispania Tarraconensis. Hij bestuurde deze provincia acht jaar lang.

### Opstand tegen Nero
Toen hij rond 67 vernam dat er een opstand was uitgebroken in Gallia en brieven van Vindex ontving met de vraag "beschermer en leider van het menselijk ras" te worden, ging hij in op diens vraag. Hij had namelijk brieven van Nero onderschept, waarin deze zijn procuratores (cf. afgezanten) vroeg Galba uit de weg te ruimen. Het is niet geheel duidelijk wat voor redenen Nero had om Galba uit de weg te willen ruimen, maar Suetonius vermeldt ook dat er een voorspelling was gedaan "dat er 'ooit een vorst die over heel de wereld zou heersen, uit Spanje zou voortkomen'." Mogelijk was het deze voorspelling die Nero aanzette om Galba uit de weg te ruimen, hoewel dit niet valt op te maken uit Suetonius' verhaal. Pas in 68 sprak hij zich echter werkelijk tegen Nero uit. Toen zijn soldaten hem in april 68 uitriepen tot imperator, weigerde hij deze titel, maar wenste voortaan de titel van legatus Senatus Populique Romani (legatus van de senaat en het Romeinse volk), waarmee hij de bal in het kamp van de senaat legde. Deze riep echter op verzoek van Nero Galba uit tot hostis publicus (staatsvijand). Hij begon nieuwe troepen te lichten, waaronder het legio VII Galbiana of Gemina, alsook auxilia (hulptroepen). Hij richtte een concilium (raad) op van de vooraanstaanden van de provincia en stelde jonge equites (leden van de ruiterstand) aan als lijfwachten. Hij wilde zich blijkbaar voorstellen als een nieuwe Augustus die de staat zou redden, zoals ook blijkt uit legenden van de munten die hij toen liet slaan: LIBERTAS RESTITUTA (libertas (vrijheid) hersteld), ROM RENASC (Rome herboren) en SALUS GENERIS HUMANI (redding van het menselijk geslacht, cf. de brief van Vindex).
Galba wist Otho van Lusitania en Aulus Caecina Alienus, de quaestor van Hispania Baetica, voor zich te winnen, maar in mei 68 kwam Macer, legatus legionis van het legio III Augusta in Africa, in opstand tegen Nero en sneed de graanbevoorrading naar Rome af. Omdat hij Galba niet wenste te erkennen, betitelde hij zichzelf als propraetor, liet eigen munten slaan, en richtte het nieuwe legio I Macriana liberatrix op. Galba liet hem executeren. Rond dezelfde periode voerde Lucius Verginius Rufus, de legatus Augustus pro praetore van Germania Superior, de gecombineerde strijdkrachten van Germania Superior en Inferior aan om Vindex uiteindelijk te verslaan bij Vesontio in Gallia Lugdunensis. Verginius weigerde echter de titel van imperator, hem aangeboden door zijn eigen troepen en die aan de Donau. Galba trok zich terug in Clunia, waar hij verder nieuws afwachtte.

### Galba wordtprinceps

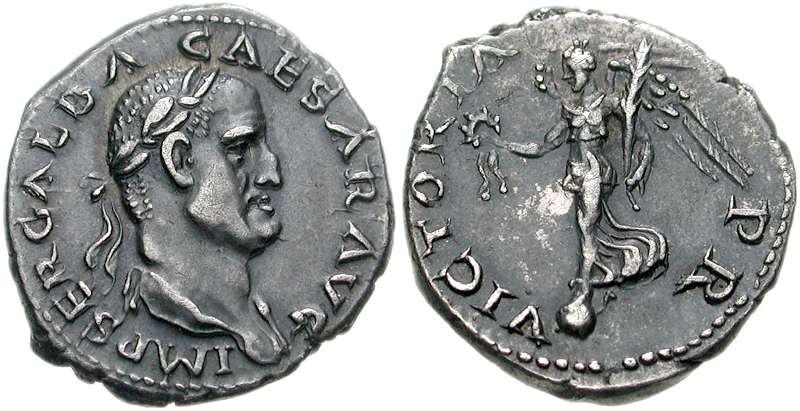
Denarius met aan de voorzijde een buste van Galba en de legende IMP SER GALBA CAESAR AVG en aan de keerzijde Victoria op een globe met een krans in haar rechterhand en een palmtak in haar linker en de legende VICTORIA P R.

Uiteindelijk ontving hij van zijn vrijgelatene Icelus het bericht van Nero's zelfmoord en zijn eigen erkenning als princeps op 8 juni door de pretoriaanse garde (die door hun corrupte praefectus praetorio Gaius Nymphidius Sabinus waren overgehaald Galba's kant te kiezen, met de belofte van een donativum) en de senaat. Vanaf dan nam hij de naam Imp. Ser. Galba Caesar Augustus aan en liet hij de titel van legatus Senatus Populique Romani vallen. Hij zou de naam Caesar pas hebben aangenomen, nadat hij reeds uit Hispania was vertrokken richting Rome. Nadien nam hij de tribunicia potestas aan en werd hij als pontifex maximus aangesteld.
Intussen zat Nymphidius niet stil: hij versterkte zijn positie in Rome en begon eraan te denken zelf de troon te bestijgen, maar toen hij zichzelf door de pretorianen wilde laten uitroepen tot imperator, werd hij door hen vermoord. Toen Galba hiervan op de hoogte werd gesteld, liet hij Nymphidius' medestanders ombrengen. Voordat hij echter Rome kon bereiken, werd hij geconfronteerd met een ruwe bende die Nero als legioen had willen inzetten tegen Vindex en die nu legioenstandaarden en echte kazernes eisten. Omdat ze van geen wijken wilden weten, vielen Galba's troepen hen aan en velen kwamen om.

### Ondergang
Galba's intocht in Rome, met Otho aan zijn zijde, verliep niet in een al te beste sfeer. Bovendien wist hij door zijn aristocratisch-autoritaire houding zowel de soldaten als de senaat tegen zich in het harnas te jagen. Zo weigerde hij de pretorianen het beloofde donativum. Hij ontbond bovendien de Germaanse keizerlijke lijfwacht, waarmee hij een traditie afschafte die was begonnen onder Gaius Marius en door Augustus uitgebouwd. Zijn verlening van het Romeinse burgerschap aan de Gallische stammen die hem hadden geholpen in de strijd tegen Vindex was een belediging aan het adres van de legioenen in Germania Superior, wat niet verbeterde toen hij tezelfdertijd hun aanvoerder Verginius Rufus verving. Tot slot ging hij bij zijn aankomst over tot de decimatio van een nieuw opgericht legioen in Rome, dat hierdoor ook tegen Galba gekant was. Ook de senaat pakte hij helemaal verkeerd aan door consul designatus Cingonius Varro, die had samengezworen met de voormalige praefectus praetorio Nymphidius, zonder proces te executeren, alsook Lucius Clodius Macer, die in Africa tegen Nero in opstand was gekomen. Zijn corrupte raadgevers, waaronder Titus Vinius, een generaal uit Hispania, Cornelius Laco, de nieuwe praefectus praetorio, en zijn vrijgelatene Icelus (die hij zelfs op liet nemen in de ordo equestris) waren hem ook niet echt tot steun. Dat hij om de financiële put die Nero's extravagante uitgaven hadden nagelaten te vullen een speciale commissie oprichtte die vele burgers hun eigendom liet aanslaan, zette kwaad bloed bij de bevolking.
Toen hij op 1 januari 69 aan zijn tweede consulaat begon met de impopulaire Titus Vinius, weigerden de legioenen in Mogontiacum in Germania Superior de eed van trouw af te leggen en vernietigden de beelden van Galba. De volgende dag riepen ze legatus Augusti pro praetore Aulus Vitellius uit tot imperator in Colonia Claudia Ara Agrippinensium, op aanstoken van Fabius Valens en Aulus Caecina Alienus. Toen Galba de muiterij van de legioenen vernam, adopteerde hij Piso op 10 januari 69, hem aldus aanwijzend als zijn opvolger. Het was waarschijnlijk bij deze gelegenheid dat hij de titel pater patriae aannam. De pretorianen zagen ook deze keer geen donativum. Intussen werd het nieuws over Vitellius' usurpatie tegengehouden. Otho, die meende dat hij voor zijn verdiensten beloond had moeten worden met adoptie door Galba, besloot intussen echter zelf een greep naar de macht te doen. Op 15 januari werd hij door de pretorianen uitgeroepen tot princeps, die hierin werden gevolgd door de andere troepen die in Rome waren gelegerd. Galba werd door muitende ruiters nabij de Lacus Curtius op het forum Romanum vermoord. Zijn lijk werd begraven in zijn tuinen aan de via Aurelia. Er werd een damnatio memoriae over hem uitgesproken, maar deze werd op 1 januari 70 onder Vespasianus door de senaat ongedaan gemaakt.